# Nicole Hare
Nicole Hare (* 26. Juli 1994 in Calgary) ist eine kanadische Ruderin.
Nicole Hare belegte 2013 mit dem kanadischen Achter den fünften Platz bei den U23-Weltmeisterschaften, 2014 gewann sie die Bronzemedaille mit dem Vierer ohne Steuerfrau in der Besetzung Zoe Alexandra Fettig-Winn, Michelle Aylard, Hillary Janssens und Nicole Hare. Ein Jahr später gewann der kanadische Vierer ohne Steuerfrau mit Caileigh Filmer, Morgan Cathrea, Hillary Janssens und Nicole Hare die Silbermedaille bei der U23-Weltmeisterschaft. 2016 siegten Janssens und Hare im Zweier ohne Steuerfrau bei den U23-Weltmeisterschaften. Bei den Olympischen Spielen in Rio de Janeiro trat sie mit Jennifer Martins an, die beiden belegten den 14. Platz. 
Bei den Weltmeisterschaften 2017 ruderten Lisa Roman, Kristin Bauder, Nicole Hare, Hillary Janssens, Christine Roper, Susanne Grainger, Jennifer Martins, Rebecca Zimmerman und Steuerfrau Kristen Kit im kanadischen Achter und gewannen die Silbermedaille hinter den Rumäninnen. Roman, Grainger, Roper und Hare traten auch im Vierer ohne Steuerfrau an und belegten den neunten Platz. 2018 trat Hare nur bei der Weltcup-Regatta in Luzern an und belegte dort den zweiten Platz mit dem Achter. 2019 kehrte Hare in die reguläre Achter-Crew zurück und belegte den vierten Platz bei den Weltmeisterschaften in Linz/Ottensheim. Bei den Olympischen Spielen in Tokio ruderte Hare mit dem Vierer auf den zehnten und letzten Platz.